# Chung Hoàng Chương
Chung Hoàng Chương sinh năm 1947, tại Cai Lậy, Tiền Giang nguyên giáo sư khoa Á Mỹ Học của City College Of San Francisco, hiện là chuyên gia của tổ chức phi chính phủ International Rivers.

## Tiểu sử
Ông lớn lên ở Sài Gòn, năm 1968 sang Mỹ du học, sau đó làm việc với vai trò giảng viên Khoa Á Mỹ học, thuộc City College Of San Francisco. Hiện ông đang sống ở Thành phố HCM.
Năm 2008, ông về Việt Nam nghiên cứu nửa năm về nguồn nước Mekong, đời sống, kinh tế con người quanh dòng sông này.
Ông hiện là chuyên gia của tổ chức phi chính phủ International Rivers.